# حسن التركي
حسن عبد الله حرسي التركي ( (بالصومالية: Hassan Abdullah Hirsii al-Turki)‏، (1944 - 27 مايو 2015) إسلامي صومالي كان قائدًا عسكريًا في اتحاد المحاكم الإسلامية ومن قبله حركة الاتحاد الإسلامي.

## سيرته
ولد التركي في أوغادين، وهو ينتمي إلى عشيرة دارود من قبائل أوغادين. شارك في حرب أوغادين، وغادر المنطقة بعد ذلك لمواصلة جهوده الثورية في الصومال.
في 3 يونيو 2004 وُضع التركي على قائمة الأمر التنفيذي الرئاسي الأمريكي 13224 لتمويل الإرهاب. وأصبح فيما بعد قائدا عسكريا لاتحاد المحاكم الإسلامية، وكان مسؤولا عن دوبلي الواقعة بالقرب من المنطقة الشمالية الشرقية. كما قاد قوات اتحاد المحاكم الإسلامية في الاستيلاء على جوبا لاند.
قاد التركي ألوية رأس كامبوني. المجموعة اندمجت مع ثلاث مجموعات أخرى، بما في ذلك مجموعة حسن عويس في أسمرة وجناح من تحالف إعادة تحرير الصومال، وشكلوا حزب الإسلام.
توفي التركي من مرض لم يفصح عنه في 27 مايو 2015.